# João Afonso de Albuquerque
Pour les articles homonymes, voir Albuquerque (homonymie).
João Afonso de Albuquerque, né à une date inconnue et mort en 1354 à Medina del Campo (Espagne), fils de Teresa de Alburquerque et d'Afonso Sanches, est un noble portugais, installé en Castille depuis son arrivée dans ce royaume dans la suite de Marie de Portugal, épouse du roi Alphonse XI de Castille.
Précepteur puis conseiller du roi Pierre le Cruel et de sa mère durant les premières années du règne de celui-ci, il travaille à établir une alliance avec le royaume de France et est l'instigateur du mariage du roi avec Blanche de Bourbon.
L'échec de cette union le fait tomber en disgrâce et le pousse à la rébellion au côté des demi-frères de Pierre le Cruel, Henri de Trastamare et Fadrique de Castille. D'abord réfugié auprès du roi Alphonse IV de Portugal, il finit par mourir empoisonné sur ordre de Pierre le Cruel.
Son corps repose au Monastère de Sainte Marie de l'Épine dans la province de Valladolid.